# 윤자운 사우
윤자운 사우는 대한민국 충청남도 보령시 웅천읍 관당리에 있다. 1991년 12월 10일 보령시의 향토문화유산 제3호로 지정되었다.

## 개요
이 사우는 병조판서 예문관 대제학을 지낸 문도공 윤회와 영의정을 지내고 무송부원군에 봉해진 문헌공 윤자운을 제향하는 사우이다. 원래 이 사우는 성종25년(1494) 경기도 양주군 백석면 홍죽리에 건립되었으나, 그 곳에 사는 윤자운의 후손들이 괴학하여 관리가 부실해짐에 따라 1725년 웅천읍 소황리 지역에 사는 윤자운의 후손들이 위패를 모셔다가 웅천 소황리에 재건립하였다. 그러니 소황리에 군사시설이 들어거면서 현 위치로 옮겨졌다.